# Taio Cruz
Jacob Taio Cruz (23 aprilie 1980) este un cantautor, producător muzical, rapper și antreprenor englez. În 2008, el și-a lansat albumul de debut Departure, pe care Cruz l-a scris, aranjat și produs numai el singur. Inițial a avut succes în Marea Britanie primind și o nominalizare la premiul MOBO. În 2010, Cruz și-a lansat albumul Rokstarr, care include singleurile care au ajuns pe locul 1  „Break Your Heart” și „Dynamite”. Cruz a colaborat cu Kesha și Fabolous la singleul „Dirty Picture”, iar la singleul „Higher” cu Kylie Minogue și Travie McCoy. În plus, Cruz a scris și a înregistrat piesa „Telling the World” ca single principal pentru coloana sonoră a filmului de animație Rio.

## Discografie
- Departure (2008)
- Rokstarr (2009)
- TY.O (2011)